# 長久院 (台東区)
長久院（ちょうきゅういん）は、東京都台東区にある真言宗豊山派の寺院。

## 歴史
1611年（慶長16年）、宥意によって開山された。元々は神田に位置していたが、1648年（慶安元年）に現在地に移転した。
当院所蔵の寺宝として、「六十六部造立石造閻魔王坐像及び両脇侍像」がある。これは六十六部聖の光誉円心が造立したものである。六十六部聖が建てた石仏は、通常は地蔵菩薩が多く、閻魔王は極めて珍しい。1996年（平成8年）に台東区の文化財に登載された。

## 文化財
- 六十六部造立石造閻魔王坐像及び両脇侍像

## 埋葬されている著名人
- 旭川幸之焏（大相撲力士、元関脇）
- 有元利夫（画家）
- 十代目金原亭馬生（落語家）
- 中尾彬（俳優） - 生前墓、墓碑銘は「無」

## 交通アクセス
- 千代田線根津駅より徒歩8分（経路案内）。
- 千代田線千駄木駅より徒歩8分（経路案内）。
- 日暮里駅より徒歩10分（経路案内）。